# Benjamin Le Ny
Benjamin Le Ny (né le 26 juillet 1999 en Guadeloupe) est un coureur cycliste français. Spécialisé en VTT cross-country, il est notamment champion du monde du relais mixte en 2016 avec Pauline Ferrand-Prévot, Victor Koretzky et Jordan Sarrou. Il se reconvertit ensuite dans le cyclisme sur route et remporte le Tour cycliste international de la Guadeloupe 2023 ainsi que le Tour de Marie-Galante 2025.

## Biographie
Benjamin Le Ny commence le cyclisme en club en 2013. Champion de Guadeloupe de VTT en cadets et 5e d'une manche de Coupe de France en 2015 à Oz en Oisans, il cherche avec ses parents une équipe en métropole afin de progresser dans sa discipline et rejoint le groupe Scott Creuse Oxygène. Il remporte le championnat de France cadets et la Coupe de France, en s'imposant lors des cinq manches de cette compétition.
Il passe en catégorie juniors en 2016. Deuxième du championnat de France, il prend part aux championnats du monde à Nové Město. Cinquième du cross-country dans sa catégorie, il décroche le titre en relais mixte avec Pauline Ferrand-Prévot, Victor Koretzky et Jordan Sarrou. En 2017, il remporte le championnat de France de cross-country juniors et prend la troisième place du championnat d'Europe. En fin de saison, il remporte le Roc d'Azur, puis passe en catégorie espoirs en 2018.
En 2018, il finit 5e d'une manche de Coupe de France à Marseille. Puis il participe à une multitude de courses UCI à l'étranger avec une 2e place au Portugal, deux fois 3e en Espagne, 4e en Slovénie et une 1re place en Turquie. Il écourtera sa saison au début de juillet à cause d'une blessure à la cheville.
En 2021, il rejoint le CC Mainsat Evaux dans la Creuse et remporte l'avant-dernière manche de la Coupe de France de VTT cross-country.
En 2023, il décide d'abandonner sa carrière en VTT pour retourner en Guadeloupe et continuer le cyclisme sur route cette fois-ci. Il rejoint l'équipe locale de l'Uni Sport Lamentinois et fait une entrée tonitruante dans cette nouvelle discipline, malgré son style atypique. Il termine 2e du championnat de France des Outre-Mer, puis 3e du Tour de Martinique, avant de débuter en outsider le prestigieux Tour de la Guadeloupe, une compétition inscrite au calendrier de l’UCI. Il remporte la 6e étape de cette course, une performance qui lui permet de prendre la tête du classement général et de remporter le Tour. En janvier 2024, il est élu meilleur sportif guadeloupéen de l’année par le Comité Régional Olympique de Guadeloupe.

## Palmarès en VTT

### Championnats du monde
- Nové Město 2016
  -  Champion du monde du relais mixte (avec Pauline Ferrand-Prévot, Victor Koretzky et Jordan Sarrou)
  - 5e du cross-country juniors
- Cairns 2017
  - 19e du cross-country juniors

### Coupe du monde
- Coupe du monde de cross-country espoirs
  - 2019 : 31e du classement général

### Championnats d'Europe
- 2017
  -  Médaillé de bronze du cross-country juniors

### Championnats de France
- 2015
  -  Champion de France de cross-country cadets
- 2016
  - 2e du cross-country juniors
- 2017
  -  Champion de France de cross-country juniors
- 2021
  - 3e du cross-country espoirs

## Palmarès sur route
- 2023
  - Grand Prix Team Madras Cycling
  - 9e et 11e étapes du Tour de Martinique[6],[7]
  - Tour de la Guadeloupe :
    - Classement général
    - 6e étape

  - Grand Prix de Saint-Martin :
    - Classement général
    - Prologue et 2e étape

  - 2e du championnat de France des Outre-Mer
  - 3e du championnat de Guadeloupe du contre-la-montre
  - 3e du Tour de Martinique :
- 2024
  - Théobald Mania Classique
  - Mémorial Albert Dupont
  - Grand Prix des EHPAD :
    - Classement général
    - 3e étape (contre-la-montre)

  - Critérium Claude Jean Élie
  - 1re étape du Mémorial Freddy Urcel
  - 3e étape du Mémorial Denis Manette
  - 2e et 3e épreuves des Six Jours du Crédit Agricole
  - 2e du Mémorial Freddy Urcel
  - 2e du Mémorial Denis Manette
- 2025
  - Champion de la Guadeloupe du contre-la-montre
  - Mémorial Albert Dupont
  - Tour de Marie-Galante